# 日タイ特別円協定
日タイ特別円協定（にったいとくべつえんきょうてい）とは、1955年7月9日に締結され、1962年1月31日に改定された日本とタイとの間の協定。第二次世界大戦における実質上の賠償協定の意味合いがある。

## 概要
タイは第二次世界大戦に際して、日本と日泰攻守同盟条約を締結、日本軍の進駐を認めた（タイ王国進駐）。ただし、タイは日本の降伏後に、日本との条約などは軍事的強制によるものであると無効を主張して連合国によって認められている。
日泰攻守同盟条約に基づいてタイに進駐・駐屯した日本軍はタイにおける軍費調達のために、タイからバーツ貨幣を受け取り、それに相当する日本円を日本銀行の「タイ国特別勘定」に積み立てて将来清算することになっていたが、実際には日本の降伏時に日本側による15億円の借越が残った状態であった。
戦後、タイは日本に対してこの特別勘定による賠償を請求、1955年に賠償交渉が開始された。タイ側は当初、その他の損害も含めて1300億円の賠償を要求していたが、後にこの要求を撤回。
7月9日に約54億円のイギリス・ポンドによる5年間の延払いと96億円の借款供与で一旦は協定が締結された。
だが、タイ国内ではこの内容に対する不満があり、タイ側は96億円の借款を事実上の賠償として無償供与に切り替えるように要求した。1962年、日本側も8年賦での無償供与に応じるものとし、1955年の協定は破棄されて新協定を締結する形での改定が行われた。